# Шапиро, Люси
Люси Шапиро (Lucy Shapiro; род. 16 июля 1940, Бруклин) — американский биолог развития. Доктор философии (1966); профессор Стэнфордского университета (с 1989 года); член Национальных Академии наук (1994) и Медицинской академии (1991) США, Американского философского общества (2003). Удостоена Национальной научной медали (2011) и других отличий.

## Биография
Родилась и выросла в Бруклине.
Окончила Бруклинский колледж (бакалавр cum laude с мажором по биологии, 1962). Степень доктора философии по молекулярной биологии получила в 1966 году в Медицинском колледже имени Альберта Эйнштейна в Нью-Йорке. Там же в 1966—1967 годах являлась фелло-постдоком на кафедре биохимии, а в 1967—1986 годах — преподавателем кафедры молекулярной биологии: ассистент-профессор, с 1972 года ассоциированный профессор, с 1977 года профессор и заведующий и также с 1981 года директор подразделения биологических наук. В 1986—1989 годах профессор и заведующая кафедрой микробиологии Колумбийского университета. С 1989 года профессор биологии развития Стэнфорда и по 1997 год заведующая-основатель соответствующей кафедры, также в 1990—1998 годах профессор генетики Стэнфордской школы медицины, а с 2001 года директор Бекманского университетского центра молекулярной медицины и медицинской генетики. Основательница и член совета директоров компании Anacor Pharmaceuticals. Сотрудничала со Stephen J. Benkovic.
Член Американской академии искусств и наук (1992), Американской академии микробиологии (1993), Американской ассоциации содействия развитию науки (1988), фелло California Council on Science and Technology (2002).
C 1995 года работает по большей части совместно со своим супругом, физиком Harley McAdams.

## Награды и отличия
- NIH MERIT award[англ.] (1993—2003)
- FASEB Excellence in Science Award[англ.] (1994)
- Selman A. Waksman Award in Microbiology[англ.] НАН США (2005)
- Медаль Джона Скотта Филадельфии (2009)
- Международная премия Гайрднера (2009)
- Abbott Lifetime Achievement Award (2010)
- Национальная научная медаль США (2011)
- Премия Луизы Гросс Хорвиц (2012)
- Pearl Meister Greengard Prize[англ.] (2014)[3]
- Премия Диксона (2020)